# Hoste
Hoste – miejscowość i gmina we Francji, w regionie Grand Est, w departamencie Mozela.
Według danych na rok 1990 gminę zamieszkiwało 516 osób, a gęstość zaludnienia wynosiła 54 osób/km² (wśród 2335 gmin Lotaryngii Hoste plasuje się na 580. miejscu pod względem liczby ludności, natomiast pod względem powierzchni na miejscu 627.).